# Stephen Donald
Stephen Rex Donald (Auckland, 3 de diciembre de 1983) es un jugador neozelandés de rugby que se desempeña como apertura o centro.
Donald jugó con los All blacks de 2008 a 2011 consagrándose campeón del Mundo en Nueva Zelanda 2011.

## Carrera
Debutó en la primera de Counties Manukau RU de la ITM Cup, en 2005 fue contratado por los Chiefs una de las franquicias neozelandesas del Super Rugby. En 2012 firmó un contrato con el Bath Rugby de la Aviva Premiership y desde 2013 juega para Mitsubishi Dynaboars de la Top League.
Stephen fue convocado a los All blacks en 2008 y se retiró en el Mundial de 2011.

### Participaciones en la Copa del Mundo
Disputó la copa del mundo de rugby de Nueva Zelanda 2011 en la final, marcó el penal de la victoria.
| Mundial                       | Sede          | Resultado | PJ | Pts |
| ----------------------------- | ------------- | --------- | -- | --- |
| Copa Mundial de Rugby de 2011 | Nueva Zelanda | Campeón   | 1  | 3   |